# Ministério da Cultura (Cuba)
O Ministério da Cultura de Cuba (em castelhano:  Ministerio de Cultura de Cuba, MINCULT) é o órgão encarregado de regular as políticas culturais de Cuba.Foi fundada em 1976 como parte da reestruturação do Estado cubano, que começou com a promulgação da nova constituição socialista naquele mesmo ano. O órgão responde ao Partido Comunista de Cuba, o partido governante do país.
Durante a segunda metade da década de 1960 e a maior parte das décadas de 1970 e 1980, intelectuais e artistas cubanos fugiram do país devido a uma série de sanções e censura que sofreram nas mãos de muitos funcionários do governo cubano. Em decorrência dessa situação, o governo do país decidiu criar o ministério para corrigir os erros cometidos até então e aliviar significativamente a censura que havia ocorrido nos anos anteriores, principalmente em decorrência da influência soviética em Cuba. Isto significou o fim do Quinquênio cinzento.
O primeiro líder a ocupar o cargo de Ministro da Cultura foi o destacado intelectual Armando Hart Dávalos, que também foi ativista do Movimento 26 de Julho e participou da luta armada que possibilitou o triunfo da Revolução Cubana em 1959.

## Ministros de Cultura de Cuba (1976-atualidade)
- Armando Hart Dávalos (dezembro 1976-1997) - Nomeado Presidente do Gabinete do Programa Martiano.
- Abel Prieto Jiménez (1997-2012) - Nomeado assessor presidencial.
- Rafael Bernal Alemany (2012-2014) - Destituído.
- Julián González Toledo (2014-2016) - Destituído.
- Abel Prieto Jiménez (2016-2018) - Interino.
- Alpidio Alonso Grau (2018 em adiante)